# Valle volcánico de Waimangu
El valle volcánico de Waimangu es una reserva natural situada en los alrededores de Rotorua, en Nueva Zelanda.
El valle fue formado por la erupción de la parte norte del monte Tarawera el 10 de junio de 1886. La erupción continúo hasta el valle actual que por aquella época no había registrado ningún tipo de actividad volcánica. Tras la erupción toda la vida vegetal y animal del valle desapareció, creando una nueva estructura biológica a partir de entonces. En 1917 se produjo otra erupción, esta más pequeña, que destruyó la Waimangu House.
Una de las características más importantes de la reserva es que al ser la única en el mundo en la que se conoce con exactitud el inicio de su actividad hidrotermal (1886)  su estudio nos indica las fases de formación de este tipo de fenómenos.
Geológicamente el valle está situado sobre la línea de fuego del Pacífico situándose sobre una gran fractura de terreno que abarca el volcán Tarawera, el lago Rotomahana y el propio valle.

## Manifestaciones termales

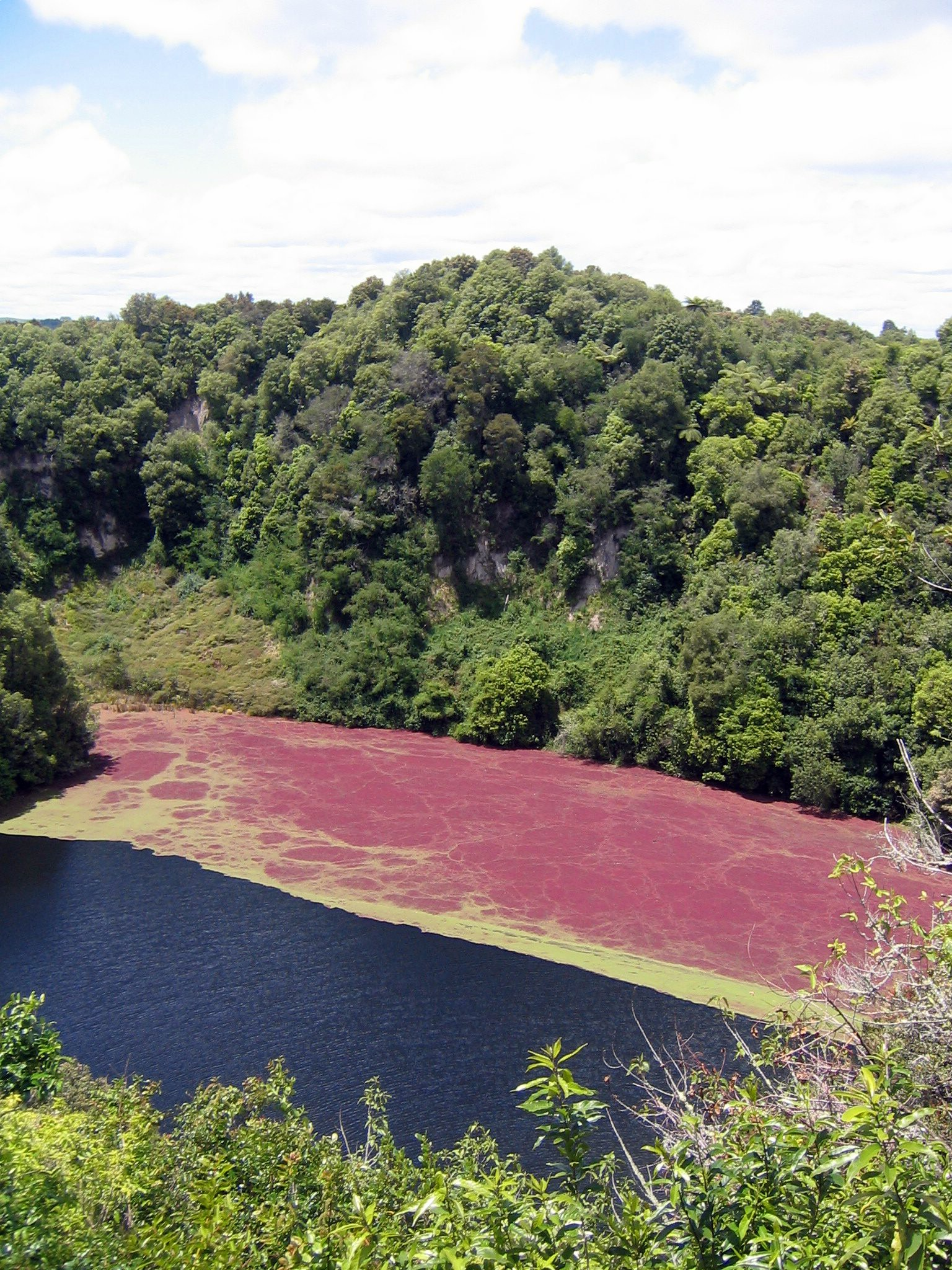
Panorámica del valle volcánico de Waimangu

- Cráter del sur: Formado en 1886 tiene una profundidad de 50 metros.
- Silla de montar: Cerro estrecho entre el Cráter del Sur y el vale contiguo.
- Piscina Esmeralda:  Situada en el cráter del sur su color le viene dado de la presencia de algas y musgos.
- Cráter Echo y lago Frying Pan: El 1 de mayo de 1917 el cráter Echo entró en erupción formando un cráter más profundo que se inundó formado el lago. El lago de agua caliente tiene una superficie de 38.000 m², un volumen de agua de 200.000 m³ y una profundidad media de 6 metros, lo que le convierte en el lago de agua caliente más grande del mundo.[1] El agua presenta una acidez de 3.5 ph y la emisión de gases (carbónico e hidrógeno suflurado) dan un aspecto vaporoso.
- Rocas de la Catedral: Monolito de lava.
- Géiser Waimangu: es el de mayor tamaño conocido, desapareció tras colapsarse el cráter en 1904.
- Manantiales de agua caliente de la Madre Tierra (en maorí: Nga Puia o te Papa): es un conjunto de manantiales de agua caliente.
- El largo y perseverante camino del saber (en maorí: Te Aka Mokoroa): Terrazas formadas por un manantial de sílice.
- Lago del cráter del infierno: el lago inunda un cráter que explotó en una erupción en 1886.
- Terraza del nido del pájaro.
- Manantial de la concha.
- Estalactitas de sílice.
- Loma de caolinita.
- Terrazas de mármol.
- Terraza Warbick: conjunto de terrazas de sílice nombrada en conmemoración a Warbick.